# Jean-Jacques Cologni
Pas d'image ? Cliquez ici

a Compétitions nationales et continentales officielles uniquement.

b Matchs officiels uniquement.
Jean-Jacques Cologni, né le 15 janvier 1951 à La Réole, est un joueur et entraîneur de rugby à XIII.
Formé à la Réole avec lequel il débute en seniors, il rejoint en 1972 le XIII Catalan jusqu'à la fin de sa carrière en 1986. Avec le XIII Catalan, il remporte le Championnat de France en 1979, 1982, 1983, 1984 et 1985, ainsi que la  Coupe de France en 1976, 1978, 1980 et 1985. Fort de ses performances en club, il est sélectionné à plusieurs reprises en équipe de France entre 1973 et 1983 prenant part à la Coupe du monde 1977.
Après sa carrière de joueur, il embrase une carrière d'entraîneur en prenant en main le XIII Catalan et remporte le Championnat de France en 1987.

## Biographie
Son fils, Aurélien Cologni, est également joueur et entraîneur de rugby à XIII. Dans le civil, il travaille comme sapeur-pompier.

## Palmarès

### En tant que joueur
- Collectif :
  - Vainqueur de la Coupe d'Europe des nations : 1977 (France).
  - Vainqueur du Championnat de France : 1979, 1982, 1983, 1984 et 1985 (XIII Catalan).
  - Vainqueur de la Coupe de France : 1976, 1978, 1980 et 1985 (XIII Catalan).
  - Finaliste du Championnat de France : 1978, 1981 et 1986[1] (XIII Catalan).
  - Finaliste de la Coupe de France : 1977, 1981 et 1983 (XIII Catalan).

#### Coupe du monde
| Édition    | Rang | Résultats France | Résultats Cologni | Matchs Cologni |
| ---------- | ---- | ---------------- | ----------------- | -------------- |
| Monde 1977 | 4e   | 0 v, 0 n, 3 d    | 0 v, 0 n, 2 d     | 2/3            |

Légende : v = victoire ; n = match nul ; d = défaite.

### Coupe d'Europe
| Édition | Rang     | Résultats France | Résultats Cologni | Matchs Cologni |
| ------- | -------- | ---------------- | ----------------- | -------------- |
| 1977    | Champion | 2 v, 0 n, 0 d    | 1 v, 0 n, 0 d     | 1/2            |
| 1978    | 3e       | 0 v, 0 n, 1 d    | 0 v, 0 n, 1 d     | 1/2            |

Légende : v = victoire ; n = match nul ; d = défaite.

### Détails en sélection
| 1. | 9 décembre 1973  | Australie        | 9-21  | Test-match     | Deuxième ligne | - | - | - | - |
| 2. | 20 mars 1977     | Angleterre       | 28-15 | Coupe d'Europe | Deuxième ligne | - | - | - | - |
| 3. | 5 juin 1977      | Grande-Bretagne  | 4-23  | Coupe du monde | Deuxième ligne | - | - | - | - |
| 4. | 19 juin 1977     | Nouvelle-Zélande | 20-28 | Coupe du monde | Deuxième ligne | 6 | 2 | - | - |
| 5. | 5 mars 1978      | Angleterre       | 11-13 | Coupe d'Europe | Deuxième ligne | - | - | - | - |
| -  | 31 juillet 1982  | Grande-Bretagne  | 8-7   | Exhibition     | Deuxième ligne | - | - | - | - |
| 6. | 18 décembre 1982 | Australie        | 9-23  | Test-match     | Deuxième ligne | - | - | - | - |
| 7. | 20 février 1983  | Grande-Bretagne  | 5-20  | Test-match     | Remplaçant     | - | - | - | - |

### En tant qu'entraîneur
- Collectif :
  - Vainqueur du Championnat de France : 1987 (XIII Catalan).
  - Finaliste de la Coupe de France : 1987 (XIII Catalan).